# Hồ Ông Thoại

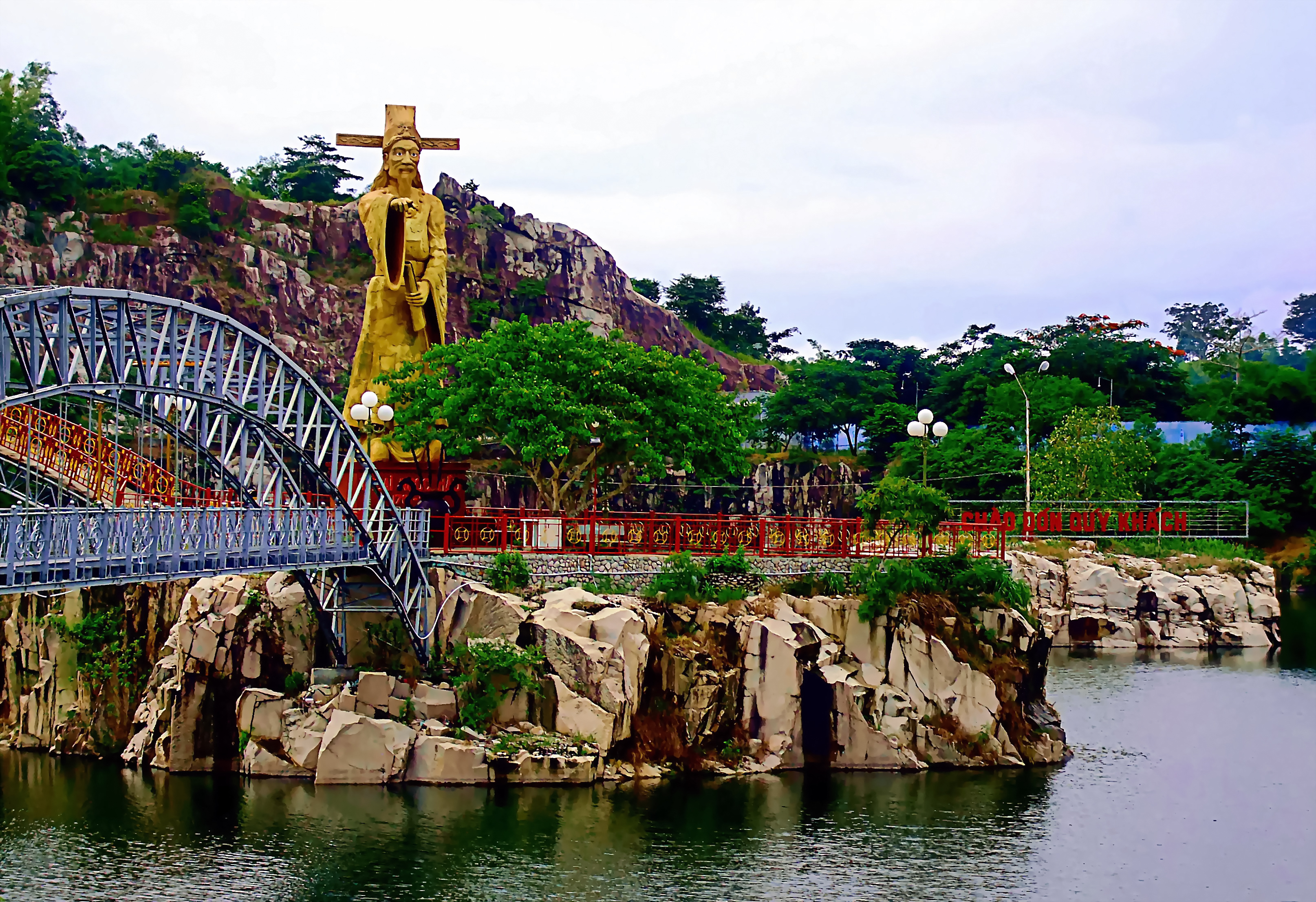
Hồ Ông Thoại

Hồ Ông Thoại, còn có tên Hồ Thoại Sơn, là hồ nhân tạo lớn nhất miền Tây Nam Bộ, Việt Nam, được hình thành do quá trình dài khai thác đá . Hồ ở tại thị trấn Núi Sập, huyện Thoại Sơn, tỉnh An Giang, cách trung tâm thành phố Long Xuyên khoảng 23 km. Tên hồ được đặt ra nhằm tưởng nhớ công lao khai phá vùng đất An Giang và đào kênh Thoại Hà của Thoại Ngọc Hầu.

## Đặc điểm
Hồ Ông Thoại rộng và khá yên tĩnh, gồm có 3 hồ, thông nhau bởi các đường hầm xuyên núi . Du khách đến thăm hồ có thể bơi thuyền thưởng ngoạn cảnh đẹp của núi cao, hang sâu, hồ nước xanh thẳm với những đàn cá bơi lượn. Bên hồ có tượng đài Thoại Ngọc Hầu cao hơn 10 m, và tấm bia Thoại Sơn khắc bản dịch tiếng Việt.

## Khu du lịch

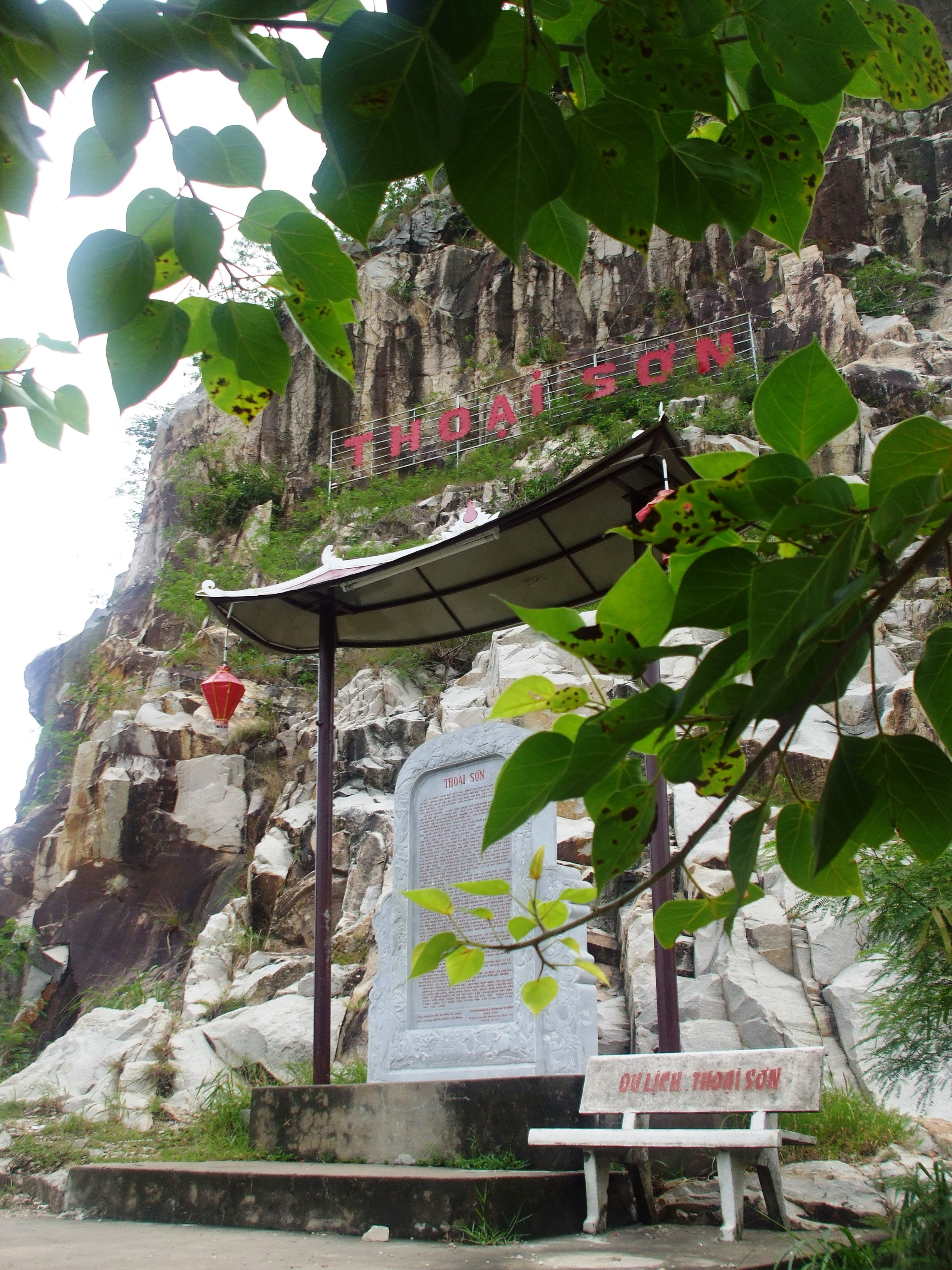
Bia Thoại Sơn khắc bản dịch tiếng Việt dựng bên Hồ Ông Thoại

Khu du lịch Hồ Ông Thoại (Thoại Sơn) là một trong những điểm du lịch sinh thái nổi bật tại An Giang. Đây là cảnh quan do bàn tay con người tôn tạo hài hòa cùng với thiên nhiên. Không chỉ vậy, nơi đây còn mang nhiều dấu ấn của một thời mở cõi hào hùng.
Từ thành phố Long Xuyên theo Tỉnh lộ 943 vượt một đoạn đường khoảng 27 km là đến thị trấn Núi Sập. Nơi đây có cụm các núi, gồm: Núi Sập, núi Nhỏ, núi Bà và núi Cậu, những ngọn núi tuy nhỏ nhưng góp phần đáng kể tạo nên diện mạo độc đáo, tươi đẹp cho vùng quê hương Bảy Núi.
Trước đây, do quá trình khai thác đá kéo dài, dưới chân núi bị đục khoét trở thành hầm hố có độ sâu trên chục mét khiến người ta lo sợ ngọn núi sẽ đổ sập như đúng cái tên mà người xưa đã khéo léo đặt cho nó.
Để lưu giữ lại những dấu tích gắn với công lao mở cõi của Thoại Ngọc Hầu và bảo tồn những tài nguyên thiên nhiên đã ban tặng, năm 2000, chính quyền địa phương đã tận dụng địa thế này mở đường dẫn nước vào xây dựng thành khu lòng hồ tuyệt đẹp và trùng tu thành địa điểm du lịch với tên gọi Lòng Hồ Núi Sập.
Khu Lòng Hồ Núi Sập rộng khoảng 9 héc- ta chia thành 3 hồ. Hồ lớn nhất được đặt tên là hồ Ông Thoại với làn nước trong veo, phẳng lặng, in bóng núi.
Trên lòng hồ có những cây cầu bằng sắt sơn đỏ nối nhịp qua những "ốc đảo" bằng đá giữa hồ, như: Cầu Mai An Tiêm, cầu Khoa Bảng, cầu Vọng Nguyệt.
Giữa hồ là tượng Thoại Ngọc Hầu được dựng trang trọng, thế đứng hiên ngang, quay lưng vào núi chỉ tay về phía kênh Thoại Hà. Phía sau tượng là bản dịch bia Thoại Sơn, tấm bia được khắc theo bản dịch chữ Quốc ngữ từ bia gốc, tấm bia dựng bên triền núi để người hậu thế tưởng nhớ đến công lao Thoại Ngọc Hầu và bao vị tiền nhân đã hy sinh trong quá trình khai hoang mở cõi.
Quanh hồ trên các đảo đá nhỏ có đặt những bức tượng hình thần Siva, tháp pongar, linga, yoni... là những mô hình được điêu khắc dựa theo hình dáng của những cổ vật Óc Eo. Ở một góc khác của khu du lịch là chùa Một Cột với nét thâm trầm đã điểm thêm cho lòng hồ một vẻ đẹp thơ mộng, yên bình.
Trong lòng hồ vẫn còn những khối đá lớn nhỏ, nhô lên mặt nước. Khi nước bên ngoài khô hạn, hồ vẫn giữ được màu nước xanh, trong vắt quanh năm và không bao giờ cạn. Đến đây, du khách có thể bơi xuồng len lỏi vào các ngóc ngách của hang động, xuyên qua những hang đá, đường hầm trong lòng núi để đi từ hồ này sang hồ khác như đi qua những hang động thiên nhiên. Khung cảnh lòng hồ với sự kết hợp hài hòa của "non" và "nước" đã tạo nên bức tranh sơn thủy hữu tình.
Tiến về phía cổng vào khu du lịch, nơi đây có nhà lục giác trưng bày bức thư pháp đạt kỷ lục có chữ "tâm" nhiều nhất Việt Nam, với 108 vần lục bát độc đáo, nhằm nhắc nhở, đề cao cái tâm trong sáng và tấm lòng hướng thiện của con người. Không chỉ dừng lại ở một khu vui chơi giải trí đơn thuần mà hồ Ông Thoại còn là một điểm đến văn hóa mang giá trị lịch sử và tâm linh.